# ادوارد اسکار اولریش
ادوارد اسکار اولریش (انگلیسی: Edward Oscar Ulrich؛ ۱ فوریهٔ ۱۸۵۷ – ۲۲ فوریهٔ ۱۹۴۴) دیرین‌شناس اهل ایالات متحده آمریکا بود.

## زندگی
اولریش در کالج والاس و کالج پزشکی اوهایو تحصیل کرده‌است. در سال ۱۸۷۷ مجری انجمن تاریخ طبیعی سینسیناتی شد وسپس به عنوان یک دیرینه‌شناس در تحقیقات زمین‌شناسی ایلینویز، مینه سوتا، و اوهایو همکاری داشته‌است.

## جوایز
در سال ۱۹۳۰ مدال مری کلارک تامپسون از آکادمی ملی علوم به او اعطا شد، و در سال ۱۹۳۲ مدال پنروز را دریافت کرد.